# 独山站
独山站，位于中华人民共和国贵州省黔南布依族苗族自治州独山县麻万镇，是黔桂铁路上的火车站，建于1943年，2008年10月新建站房迁址启用。由成都铁路局管辖。车站办理客运业务，货运办理整车货物发到，货源吸引区为独山县、三都县、平塘县和荔波县，主要到发品为钢铁、木材、水泥、粮食和化肥。

## 歷史
独山站于1942年6月16日随黔桂铁路泗亭至都匀段通车而开通。1944年11月独山战役期间，车站设施被日军轰炸，停留在独山火车站的10余辆辎重车和原慈禧太后在北京宫内铁路的一辆豪华车厢也被付之一炬随后车站无法继续使用，停运数十年。1955年铁路部门开始黔桂铁路修复工程，于1956年9月15日修复至本站，1957年1月7日恢复临时客货运业务:573。
2004年黔桂铁路扩能工程开工，计划在独山县麻万新建车站。新站于2008年10月18日开通，而黔桂铁路都匀至麻尾段于同年10月24日开通。

## 车站结构
新独山站设有5条股道，站房同时可容纳400人。车站货场位于独山高速公路收费站左侧，面积3.6万平方米，设有2条货物线。

## 車站周邊
- 黔桂商务酒店
- 兰海高速公路
- 麻万镇石元小学
- 独山县公安局